# ファビアヌス (ローマ教皇)
ファビアヌス（Fabianus, 200年? - 250年1月20日）は、ローマ教皇（在位：236年1月 - 250年1月20日）。
歴史家エウセビオスは著書「教会史」6巻において、ファビアヌスが教皇に選ばれた次第について次のような話を伝えている。
次の教皇候補者を選ぶために集まったローマのキリスト教徒たちは、ファビアヌスの頭上に鳩のような霊が下って照らすのを見た。このしるしによって、新参者であったファビアヌスが他の候補者たちを差し置いて司教に叙階され、教皇に選ばれた。
ファビアヌスについては、ローマ皇帝フィリップス・アラブスとその息子に洗礼を授けた、カタコンベ内の施設の拡充を図った、ローマの教会組織を整備した、殉教者の事跡を調査するポストを創設した、などの話が伝えられている。デキウス帝の迫害時、250年1月20日に殉教したといわれる。